# I Am What I Am
«I Am What I Am» (укр. Я та, хто я є) — пісня мальтійської співачки Емми Мускат, з якою вона представляла Мальту на Пісенному конкурсі Євробачення 2022 в Турині, Італія після перемоги на мальтійському національному відборі Malta Eurovision Song Contest 2022 та заміни пісні з «Out of Sight». Співачка посіла 16 місце у півфіналі Євробачення 2022 та не змогла досягти фіналу конкурсу.

## Реліз
Пісня була випущена 14 березня 2022 року, після припущень про те, що Мускат змінить конкурсну пісню, обрану на мальтійському національному відборі.  Згідно з правилами конкурсу, представник країни може надіслати будь-яку пісню, яку забажає, і може змінити її, якщо захоче.
Шведська співачка Доттер виконує бек-вокал у студійній версії пісні.

## Пісенний конкурс Євробачення
25 січня 2022 року було проведено жеребкування, яке розподілило кожну країну в один із двох півфіналів, а також визначило, в якій половині шоу вони виступатимуть. Мальта потрапила у другий півфінал, який відбувся 12 травня 2022 року, і виступила під шостим номером. «I Am What I Am» отримала 47 балів та посіла 16 місце у півфіналі, що не дозволило Еммі Мускат кваліфікуватися до фіналу Євробачення 2022.

## Чарти
| Чарти (2022)      | Пікова позиція |
| ----------------- | -------------- |
| Мальта (BMAT PRS) | 1              |